# Benjamin Kleibrink
Benjamin Philip Kleibrink (Düsseldorf, 1985. július 30. –) olimpiai és Európa-bajnok, világbajnoki ezüstérmes német vívó, az első német olimpiai bajnok férfi egyéni tőrvívásban.

## Sportpályafutása
Vívással 1994, kilencéves kora óta foglalkozik. 2006-tól kezdve a Kölni Sportfőiskola diákja volt, ahol sporttudományt tanult. A vívást a Bonn olimpiai edzőközpontjában műveli. Több nemzetközi sikere volt. 2005-ben megszerezte a német bajnoki címet. A 2006-os torinói világbajnokságon egyéniben az 5. helyen végzett, a tőrcsapat tagjaként bronzérmet szerzett. 2007-ben szintén csapatban már ezüstérmes volt, ezt az eredményt megismételték a 2008-as pekingi világbajnokságon is. Néhány héttel később a pekingi olimpián élete addigi legnagyobb sikerét elérve a férfi tőr egyéni versenyében olimpiai bajnok lett.
Benjamin Kleibrink balkezes vívó. A Köln melletti Kreefeldben él.